# Wang Yeu-tzuoo
Wang Yeu-tzuoo (chinês: 王宇佐, pinyin: Wáng Yǔzuǒ) também conhecido com Jimmy Wang, (nasceu em 8 de fevereiro de 1985 na Arábia Saudita) é um tenista profissional de Taiwan.